# ماراتون (تگزاس)
ماراتون (به انگلیسی: Marathon) یک منطقهٔ مسکونی در ایالات متحده آمریکا است که در شهرستان بروستر، تگزاس واقع شده‌است. ماراتون ۱۳٫۶ کیلومتر مربع مساحت و ۴۷۰ نفر جمعیت دارد و ۱٬۲۳۶ متر بالاتر از سطح دریا واقع شده‌است.